# Wester
Die Wester (im Oberlauf Wäster genannt) ist ein 8 km langer, südlicher und linker Nebenfluss der Möhne im nordrhein-westfälischen Kreis Soest.

## Name
Urkundlich erscheint der Gewässername im Jahr 1471 als „Westerbroke“ – Wester-Bruch (Urkunden Stift Meschede, Nr. 363).

## Geographie

### Verlauf

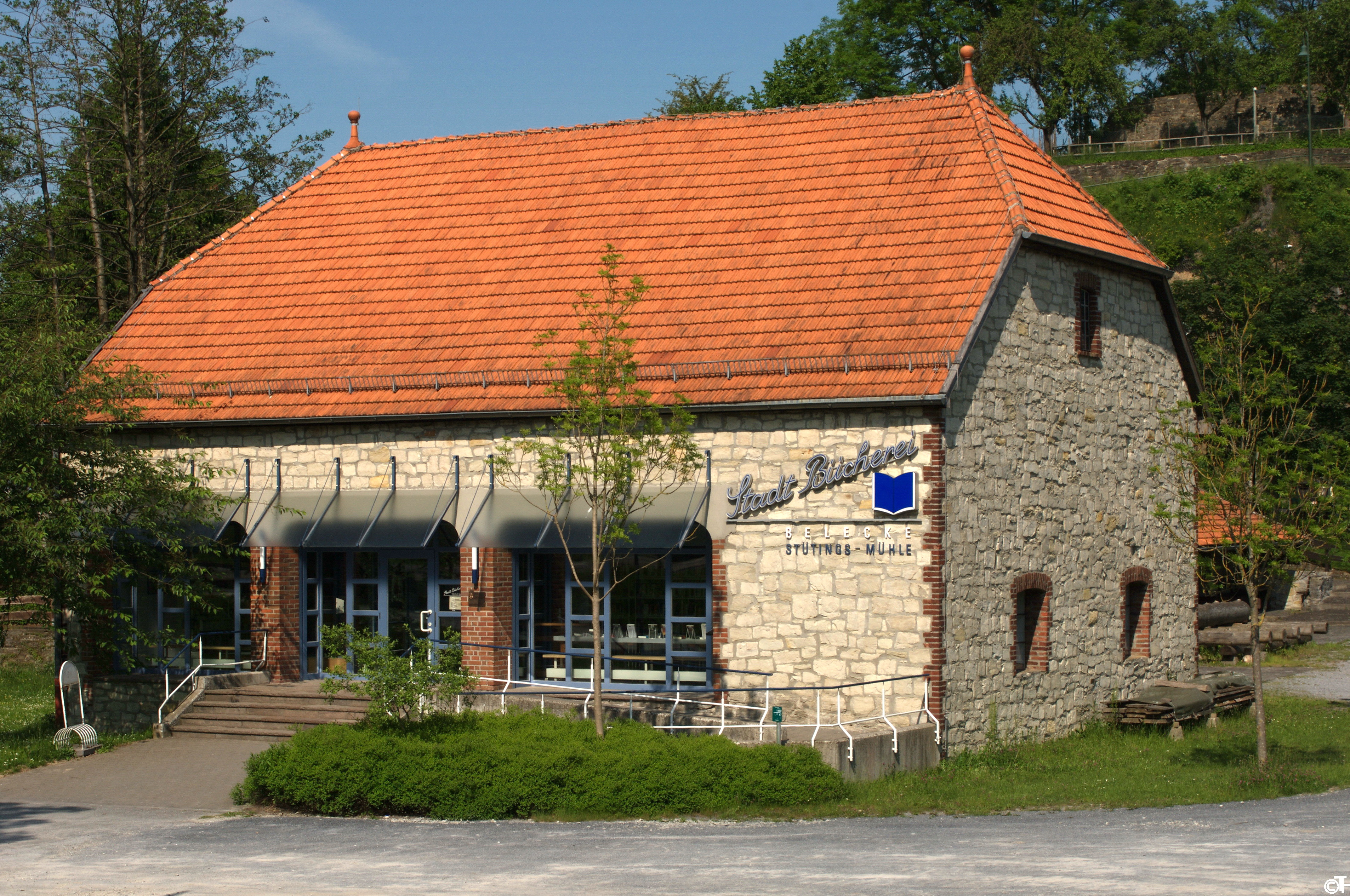
Stuetings Mühle ist eine historische Sägemühle in Belecke, die heute als Stadtbücherei benutzt wird. Das Sägewerk ist allerdings noch voll funktionstüchtig und wird zu Demonstrationen in Betrieb genommen.

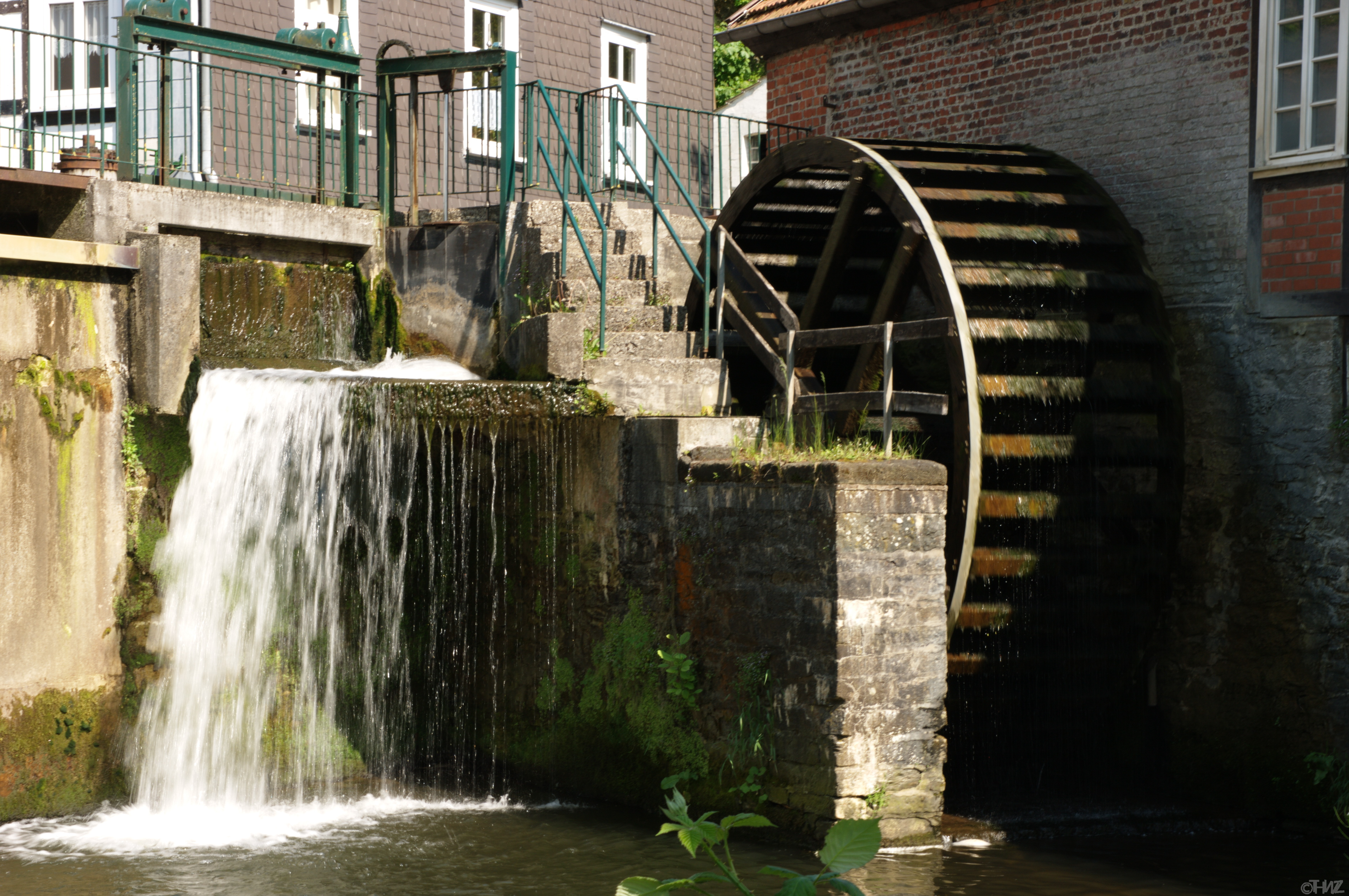
Angetrieben wird die Säge mittels der aufgestauten Wester, die ein großes unterschlächtiges Wasserrad in Bewegung setzt. Die Mündung in die Möhne ist hier nur noch ca. 200 Meter entfernt.

Die Wester entsteht im Naturpark Arnsberger Wald rund 2 km südlich des Ortskerns von Warstein auf 343 m ü. NHN durch den Zusammenfluss des von Südosten kommenden Langen Bachs und des aus Richtung Südwesten kommenden Wideybachs. Von dort fließt sie als Wäster in Richtung Norden durch Warstein und erreicht als Wester Belecke, um dort auf 252 m Höhe in die Möhne zu münden.

### Zuflüsse
Wichtigster Nebenfluss der Wester ist der 5,0 km lange Schorenbach, der mit seinem 20,804 km² großen Einzugsgebiet einen Anteil von 38 % an dem der Wester hat.
| Name        | Stat. in km | Lage   | Länge in km | EZG in km² | Mündungshöhe in m ü. NHN | GKZ      |
| ----------- | ----------- | ------ | ----------- | ---------- | ------------------------ | -------- |
| Niesiepen   | 11,251      | rechts | 1,0         |            |                          | 27624 12 |
| Lehmsiepen  | 10,378      | rechts | 1,5         |            |                          | 27624 14 |
| N.N.        | 9,656       | rechts | 2,3         |            |                          | 27624 16 |
| N.N.        | 9,048       | rechts | 1,4         |            |                          | 27624 18 |
| Langer Bach | 8,172       | rechts | 4,2         | 5,042      |                          | 27624 2  |
| Range       | 6,005       | rechts | 5,1         | 7,159      |                          | 27624 4  |
| Dorpke      | 4,043       | rechts | 2,1         |            |                          | 27624 52 |
| Schorenbach | 3,278       | links  | 5,0         | 20,804     | 271                      | 27624 6  |
| Stockmecke  | 2,702       | rechts | 1,5         |            | 265                      | 27624 72 |
| Hamecke     | 1,783       | links  | 2,0         | 0,965      | 260                      | 27624 8  |
| Silbke      | 0,671       | links  | 2,5         |            | 254                      | 27624 92 |

## Besonderheiten
Die Wester durchschneidet die beiden Warsteiner Massenkalkzüge. Je nach Grundwasserstand im Karstaquifer kann deshalb der Oberlauf der Wester komplett im Untergrund verschwinden, das Bachbett trockenfallen. Im weiteren Verlauf wird die Wester durch zahlreiche Karstquellen gespeist, davon sind einige Quellen als Trinkwasserquellen gefasst. Neben den gefassten Quellen gibt es zahlreiche Zuflüsse aus dem Untergrund im Bachbett selbst. Das zufließende Karstgrundwasser ist immer deutlich über 5 °C, das Wasser der Bullerteichquelle sogar ca. 15 °C warm. Durch diesen starken Zufluss von relativ warmem Karstgrundwasser aus tieferen Schichten ist die Wester im Bereich der Stadt Warstein noch nie zugefroren.
Diese Besonderheit wird bereits vom frühneuzeitlichen Historiker Hermann Hamelmann (1526–1595) in seinem Buch Simplex et brevis Delineatio Urbium et Oppidorum Westfaliae erwähnt: „Wastena, Wasten: Eine Stadt in der Nähe der Ruhr, sie hat die Besonderheit, dass dort Wasser vorgefunden wird, das im Sommer kalt und im Winter warm ist.“
Das immer fließende Wasser bedeutete in der frühen Industrie einen großen Standortvorteil, da die Wasserkraft ganzjährig zur Verfügung stand, es im Winter keinen Ausfall durch Frost gab. Zahlreiche Mühlen und Hammerwerke haben jeden Meter des Gefälles ausgenutzt. Im Bereich der Stadt Warstein verzeichnet die Topographische Karte von 1837 auf ca. 700 m Flusslauf zwei Mühlen, eine Papiermühle, eine Sägemühle und einen Kupferhammer. Die Höhendifferenz beträgt auf diesen 700 m nur ca. 10 m. Als im Jahr 1739 die Warsteiner Eisenhütte konzessioniert wurde, konnte sie nicht mehr auf die Wasserkraft der Wester in diesem Bereich zurückgreifen, sie war auf den kleinen rechten Zufluss der Treise angewiesen.
Der Flusslauf und die Aue südlich Belecke sind als Naturschutzgebiet Wästertal ausgewiesen worden.